# Djelika Diallo
Djelika Diallo est une para-taekwondoïste française, née le 8 avril 2005 à Stains (Seine-Saint-Denis).

## Biographie
Djelika Diallo naît avec une paralysie du plexus brachial affectant son bras gauche.
Elle débute le para-taekwondo vers 14 ans après avoir été repéré lors d'un forum handisport à son école d'Épinay-sur-Seine. Licenciée au club de Dugny,, elle rejoint l’INSEP en 2022. Elle combat dans la catégorie K44 des moins de 65 kg.

## Palmarès
En 2023, elle participe aux championnats d'Europe de para-taekwondo et remporte la médaille d'argent à Rotterdam. En 2024, elle est également médaille d'argent aux championnats d'Europe de para-taekwondo à Belgrade.
Elle est qualifiée pour les Jeux paralympiques de 2024. Entraînée par Haby Niaré, vice-championne olympique en 2016, elle arrive jusqu'en finale et remporte la médaille d'argent.

## Décorations
- Chevalier de l'ordre national du Mérite (2024)[7]